# IBM PC DOS

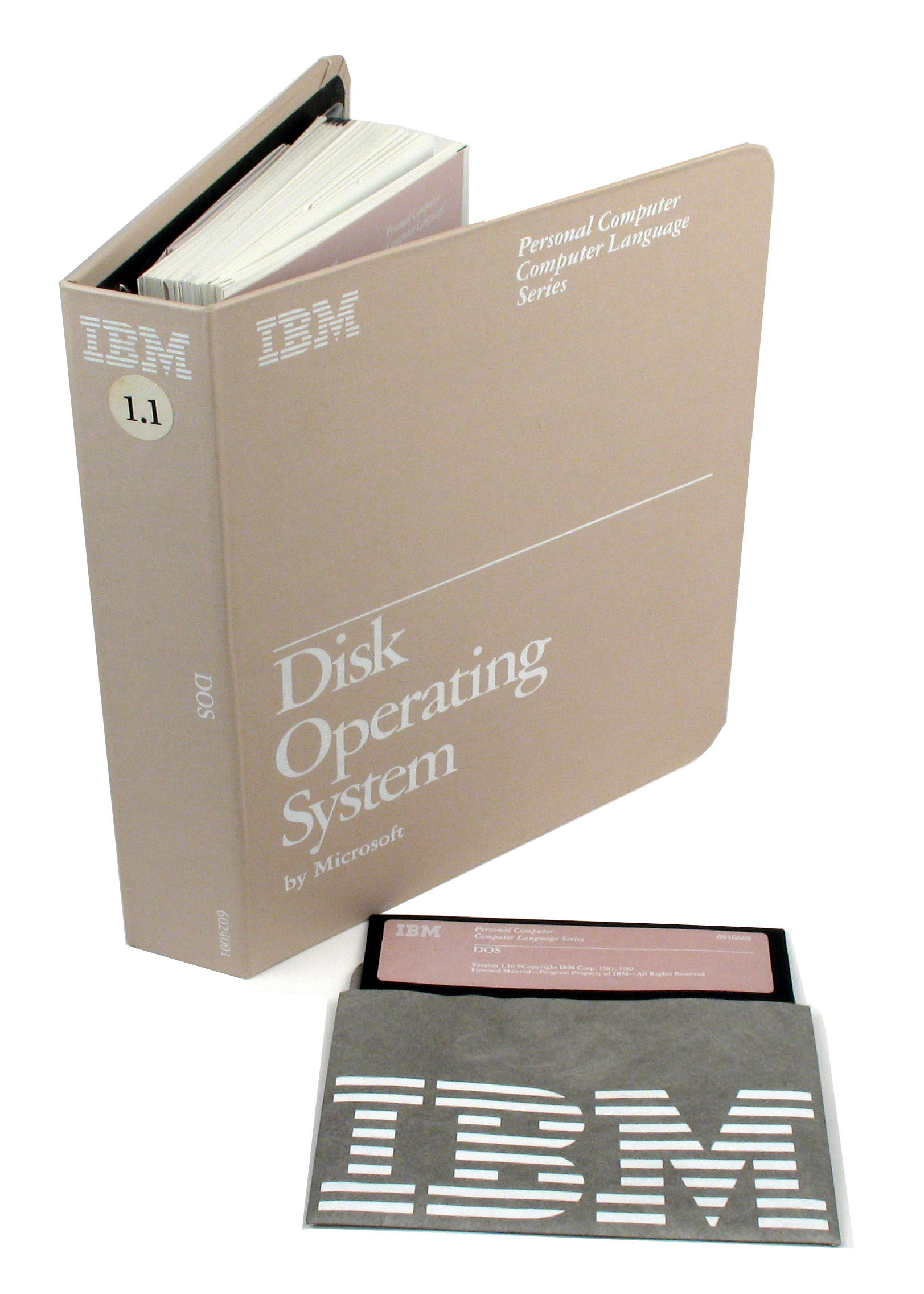
IBM PC DOS 1.1 のユーザーマニュアルと5.25インチ・ディスケット

IBM PC DOS（英語: The IBM Personal Computer Disk Operating System）は、IBMが1981年から2000年代初めにかけて販売した、IBM PCとそのシリーズ向けのオペレーティングシステム(OS)である。
IBMはIBM PC用のOS開発をマイクロソフトに依頼し、1981年からPC DOSを販売開始したが、このOSをマイクロソフト経由で他社にOEM提供したものがMS-DOSである。PC DOSとMS-DOSはバージョン5までは同一内容だが、OS共同開発契約が終了してIBMとマイクロソフトがそれぞれ開発となったバージョン6.x以降は独自機能も追加され、IBM版はPC DOS 2000が最終版となった。なお日本語版ではバージョンJ4.05からDOS/Vも登場した。

## 歴史
IBM でパーソナルコンピュータ (PC) を開発するために集まったタスクフォースは、オペレーティングシステムを含む重要なコンポーネントを社外から導入することを決めた。全てを社内で開発するというIBMの伝統を打ち破ったこの方針は、IBM PCが業界標準となり、次いでIBM自身の手から主導権が喪失した原因となった重大な決定である。しかし、この決断は時間を節約する必要性から仕方なくなされたものだった。オペレーティングシステムの導入元としてマイクロソフトが選ばれた。IBM はマイクロソフトが開発したソフトウェアについてはマイクロソフトが所有権を保持すべきだと考え、若干の示唆を与える以外にマイクロソフトを助けるつもりもなかった。タスクフォースの一員だったジャック・サムズは「その理由は (IBM) 社内にあった。我々はある人々に彼らの所有物を盗んだとして訴えられるという問題を抱えていた。こちらのプログラマが他者のソースコードを見た場合、そのプログラマが IBM に戻ってきてそのソースコードを利用して儲けたと言われる可能性があり、結局非常に高くつくかもしれないと恐れた。我々はそのような一連の訴訟で負けており、他社が所有する製品の開発にIBMが手を貸すということをしたくなかった。だから我々はマイクロソフトに行き、彼らが自らの製品として開発してほしいという立場を明らかにした」と述べている。IBMは1980年7月に初めてマイクロソフトに接触し、調査した。翌月も交渉が続き、最終的に契約が結ばれたのは11月初めのことである。マイクロソフト社内の文献によれば、DOSの最初のバージョンはIBMに15,000ドルでライセンス供与された。マイクロソフトはライセンスの一部としてロイヤルティも受け取ったが、ロイヤルティの合意事項はいつも厳重に守られた秘密だった。
マイクロソフトはシアトル・コンピュータ・プロダクツ (SCP) から86-DOSを当初はライセンス供与を受け、後に買い取った。それをマイクロソフトの従業員ボブ・オレアがSCP従業員（後にマイクロソフトに移籍）ティム・パターソンの助けを得てIBM PC向けに改造した。1981年2月、オレアは86-DOSをPCのプロトタイプ機上で動作させることに成功。86-DOSは8インチフロッピーディスクから5.25インチフロッピーディスクに変換され、マイクロソフトの支援を受けてIBMが書いたBIOSと組み合わされた。IBMで要求仕様を書いた人数はマイクロソフトでコードを書いた人数よりも多い。オレアはボカラトンのIBMエントリーシステム部門でやり取りしなければならない人数にしばしば圧倒された。86-DOSはIBM PC DOS 1.0とブランド名変更され、1981年8月にIBM PCと共にリリースされた。1981年末までパターソンは改良に取り組み、それがPC DOS 1.1と呼ばれるようになった。大きな改良点はフロッピーディスクを両面使えるようにした点で、記憶容量が160KBから320KBに倍増した。PC DOS 1.1は1982年3月に完成。
その後マイクロソフトのプログラマ達（主なメンバーはポール・アレン、マーク・ズビコウスキ、アーロン・レイノルズ）がハードディスクに対応したIBM PC/XT向けにPC DOS 2.0の開発を始めた。最初のPC DOS 1.0がアセンブリ言語で4,000行だったのに対して、2.0は20,000行になっている。2.0は1983年3月に正式発表された。1984年3月、IBM PCjrが登場。PCjrの持つROMカートリッジと若干差異のあったディスクコントローラに対応したPC DOS 2.1が動作した。
1984年8月、インテルの80286プロセッサを搭載したIBM PC/ATが登場。より大きなハードディスクドライブと高密度のフロッピーディスク (1.2MB) に対応したPC DOS 3.0が動作した。
1985年8月、IBMとマイクロソフトは新たに一からオペレーティングシステムを共同で開発する契約を結んだ。当初Advanced DOS（）と呼ばれていたが、1987年4月2日、OS/2がその共同開発の最初の成果として発表された。同時にIBMは次世代のパーソナルコンピュータ IBM Personal System/2 をリリースした。1988年7月に出荷された4.0はIBM主導で開発され、名称はIBM DOS 4.0となり、DOSシェルが標準となった。
なおデジタルリサーチはDR DOS 5.0をリリースし、マイクロソフトに対抗しようとした。それに対してマイクロソフトはまだ存在しない5.0を発表し、急ピッチで開発を進めて対抗した。IBM DOS 5.0およびMS-DOS 5.0はIBMとマイクロソフトがコード全体を共有した最後のDOSであり、OS/2 2.0にも組み込まれ、後にWindows NTの仮想DOSマシンのベースとなった。
IBMとマイクロソフトのOS共同開発契約の期限切れ後は、両者はOS開発では決別することになった。分裂の際の条件に基づき、IBMは自社用のDOSの権利を保持できることになり、DOSの開発を続けた。またOS/2上でWindowsアプリケーションが動作する機能も保持できることになった(WIN-OS/2)。マイクロソフトはDOSの範囲を限定し、OEM版ディスケットには「MS-DOS and Additional Tools」とふたつの製品が含まれていることを明示していた。IBMは、独自のエディタや各種ツールを同梱した自前のPC DOS 6.1をリリースした。PC DOSからQBasicが無くなり、エディタも独自のE エディターに置き換えられた。同年12月にはPC DOS 6.3がリリースされた。このPC DOS 6.3はPowerPC版OS/2にも使われた。
1994年11月、PC DOS 7.0をリリース。プログラミング言語REXXを追加し、フロッピーディスクの新フォーマット XDF をサポートし、1.44MBから1.86MBに容量を増やした。またはSAA準拠機能（REXX、IPF方式のヘルプ、unpack2など全てOS/2から導入された機能）を追加し、DOS版の古いツールの大半を削除した。その後もFAT32対応などを行った7.1がIBMのSGSツールキットに組み込まれてリリースされた。
PC DOS 2000はオースティンで開発され、IBMおよびマイクロソフトのDOS製品群の中で最期の製品となった。PC DOS 2000はPC DOS 7をベースとして2000年問題に対処し、マイクロソフトのMS-DOSが販売・サポート終了したため、組み込みシステム市場などでも使われた。

## 日本語版

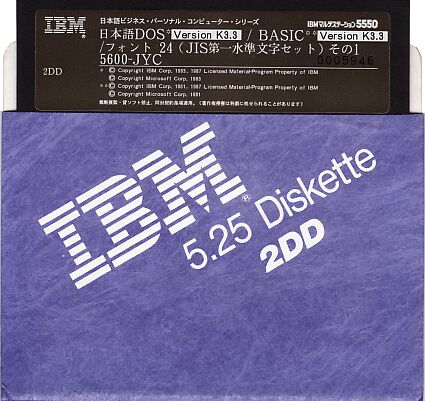
日本語DOS K3.3のディスク

IBMは日本では日本語表示のため日本独自仕様のマルチステーション5550を発売し、そのOS名称は「日本語DOS」（通称 漢字DOS、KDOS）で24ドットフォント（一部モデルのみ16ドットフォント）であった。1984年のIBM JXも独自の日本語モードと「日本語DOS」（16ドットフォント）だが、オプションの英語モードではPC DOS 2.0を使用してIBM PCのソフトウェアを使用できた。
1989年のIBM DOS J4.0（通称JDOS、24ドットフォント）からコマンドで英語モード(IBM DOS 4.0互換）に切替可能となり、更にIBM DOS J4.0/V（通称DOS/V）では専用の日本語用ハードウェアを必要としない新しい日本語モードであるDOS/V（当初 16ドットフォント、後に可変）が発売された。
各バージョンでの、PC DOS (IBM DOS) と、これらの日本語版DOSの対応表は以下の通り。
| 英語版（IBM PC版） | 日本語版              | 発表日          | 種類（通称） | 備考 |
| ------------------ | --------------------- | --------------- | ------------ | --- |
| PC DOS 1.0         | -                     | -               | -            | |
| PC DOS 2.0         | 日本語DOS K2.0 - K2.7 | 1983年 - 1986年 | KDOS         | マルチステーション5550用。                                                                                         |
| PC DOS 2.0         | 日本語DOS 2.10        | 1984年10月      | KDOS         | JX用。英語モードはオプションのPC DOS 2.1（英語版）を使用。                                                         |
| PC DOS 3.2         | 日本語DOS K3.2 - K3.4 | 1986年 - 1988年 | KDOS         | マルチステーション5550用とPS/55用（日本語ディスプレイアダプター搭載モデル用）が混在。                              |
| IBM DOS 4.0        | IBM DOS J4.0          | 1989年5月       | JDOS         | PS/55用（日本語ディスプレイアダプター搭載モデル用）。コマンドで英語モードに切替可。                                |
| IBM DOS 4.0        | IBM DOS J4.0/V        | 1990年10月      | DOS/V        | 最初のバージョンはJ4.05/V。PC/AT互換機でも稼働。                                                                   |
| IBM DOS 5.0        | IBM DOS J5.0/V        | 1991年10月      | DOS/V        | PC/AT互換機を正式サポート。                                                                                        |
| IBM DOS 5.0        | IBM DOS J5.0          | 1991年10月      | JDOS         | PS/55用(日本語ディスプレイアダプター搭載モデル用)。DOS/Vモードも内蔵。JDOSの最終版。                               |
| PC DOS 6.1         | PC DOS J6.1/V         | 1993年12月      | DOS/V        | マイクロソフトとの共同開発終了後。V-Textを標準搭載。                                                               |
| PC DOS 6.3         | PC DOS J6.3/V         | 1994年5月       | DOS/V        | V-Textに拡張テキスト・モード追加、CD-ROM を標準でサポート、CONFIG.SYSとAUTOEXEC.BATを1行ずつ実行するモードを追加。 |
| PC DOS 7           | PC DOS J7.0/V         | 1995年8月       | DOS/V        | |
| PC DOS 2000        | PC DOS 2000 日本語版  | 1998年6月       | DOS/V        | IBM製DOSの最終版。                                                                                                 |